# 자율공상축구탐구만화
자율공상축구탐구만화는 마음의 소리의 작가인 조석이 그린 축구에 대한 옴니버스식 만화이다. 남아공 월드컵 때부터 연재하였다. 주로 유럽축구에 대한 짤막한 컷들을 모아서 매주 일요일에 네이버 스포츠 란에 실렸다.
2012년 7월 9일에 올라온 마지막 회를 끝으로 완결되었다.